# Gesüdete Karte

Gesüdete Weltkarte als Umrisse, Winkel-Projektion, Teilung im Pazifik

Gesüdete Karten sind nach Süden orientierte Karten, die im Vergleich zu genordeten Karten um 180 Grad gedreht sind. Gegenüber den meisten üblichen und nach Norden ausgerichteten Karten erscheinen solche Karten auf dem Kopf stehend.
Gesüdete Kartenentwürfe waren vor mehreren hundert Jahren üblicher; moderne gesüdete Karten stellen meist ein politisches Statement dar.

## Geschichtliche Hintergründe

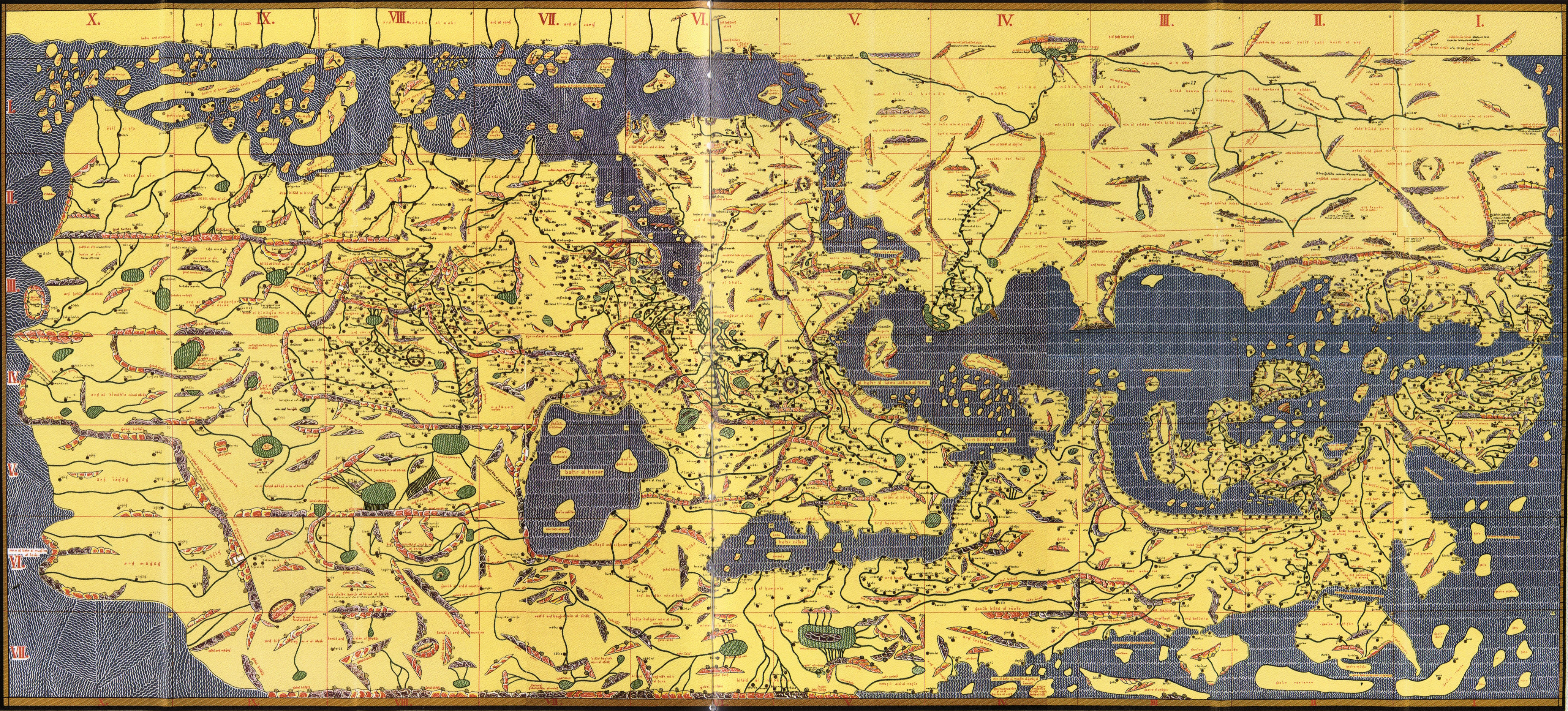
„Tabula Rogeriana“, al-Idrisi 1154

Fast alle vor dem 14. Jahrhundert erstellten Karten gingen im Laufe der Zeit verloren und konnten später bestenfalls rekonstruiert werden. Im Mittelalter bestand für die Masse der Bevölkerung wenig Bedarf an geografischer Bildung; anstatt Karten verwendeten Reisende Itinerare. Wichtige Ausnahmen sind die in der Seefahrt genutzten Portolankarten, die meist in Fahrtrichtung gelesen wurden, sowie die in Klöstern vervielfältigten Radkarten, die meist nach Osten orientiert waren. Diese Ostung folgte weltanschaulichen Prinzipien: Im Osten ging die Sonne auf und in Asien wurde in manchen Radkarten das Paradies verortet. Entsprechend wurde der „wichtigere“ Osten im oberen Kartenteil verortet, der vom Betrachter zuerst gelesen wird.

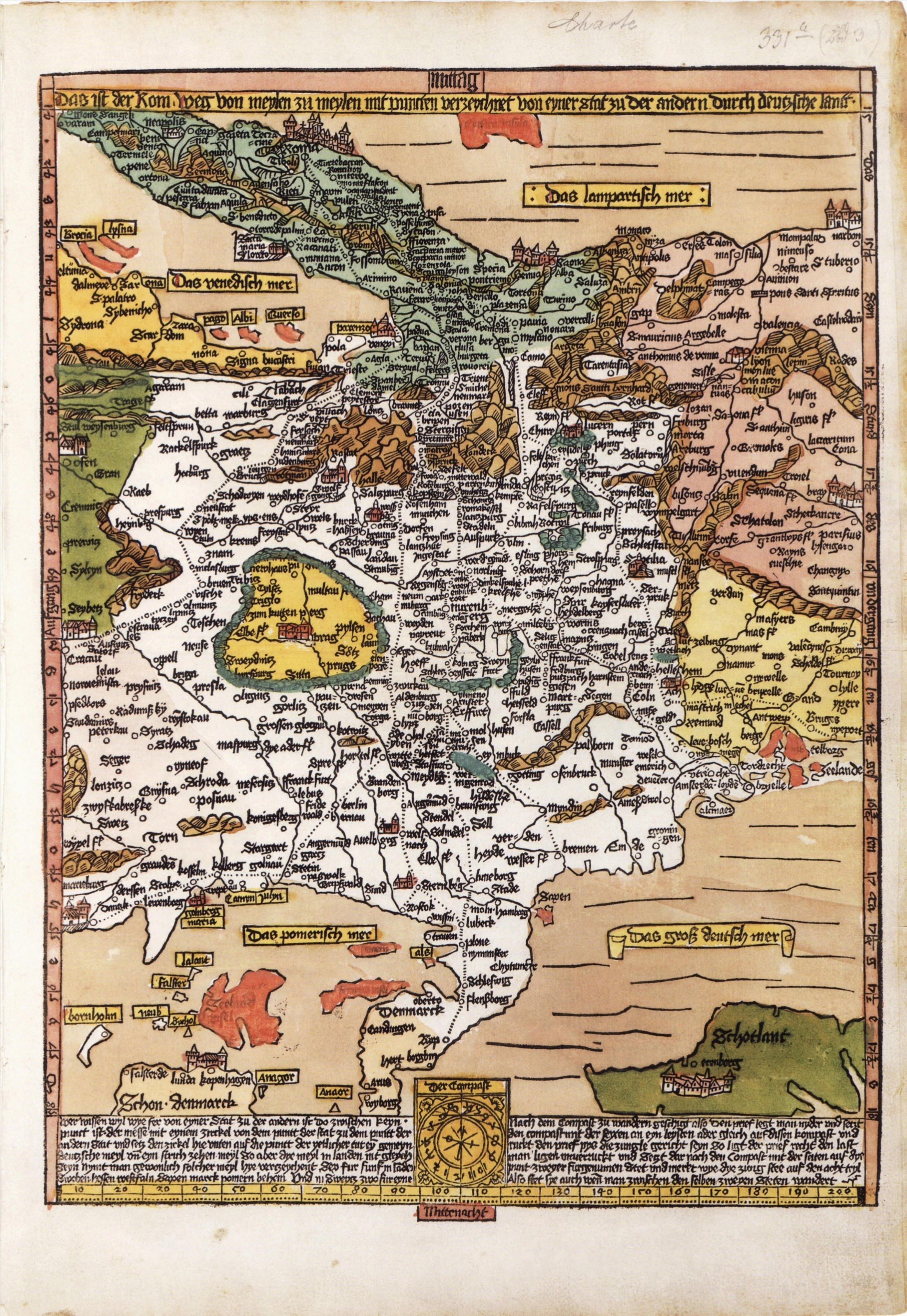
„Via Romea“-Karte, Etzlaub 1500

### Arabische und spätmittelalterliche Karten
Gesüdete Karten verbreiteten sich ab dem 12. Jahrhundert in der islamischen Welt; in diesen Karten befindet sich Mekka häufig am oberen Rand der bekannten Welt. Bekannt ist etwa die von al-Idrisi gefertigte Tabula Rogeriana (von 1154). Diese Konvention wurde später von arabischen Kartografen wieder aufgegeben, doch nicht bevor ihre Weltkarten auch nach Europa gelangten. Bezeichnenderweise waren die Weltkarten von Andreas Walsperger (von 1448)  und Fra Mauro (von 1459), zwei der letzten bedeutenden Radkarten aus europäischen Klöstern, gesüdet anstatt geostet. Während Walsperger sich bei seinem Werk vorwiegend auf die Geografika von Claudius Ptolemäus stützte, benutzte Fra Mauro auch neuere, zeitgenössische Quellen.

### Allmähliche Etablierung des Nord-Standards

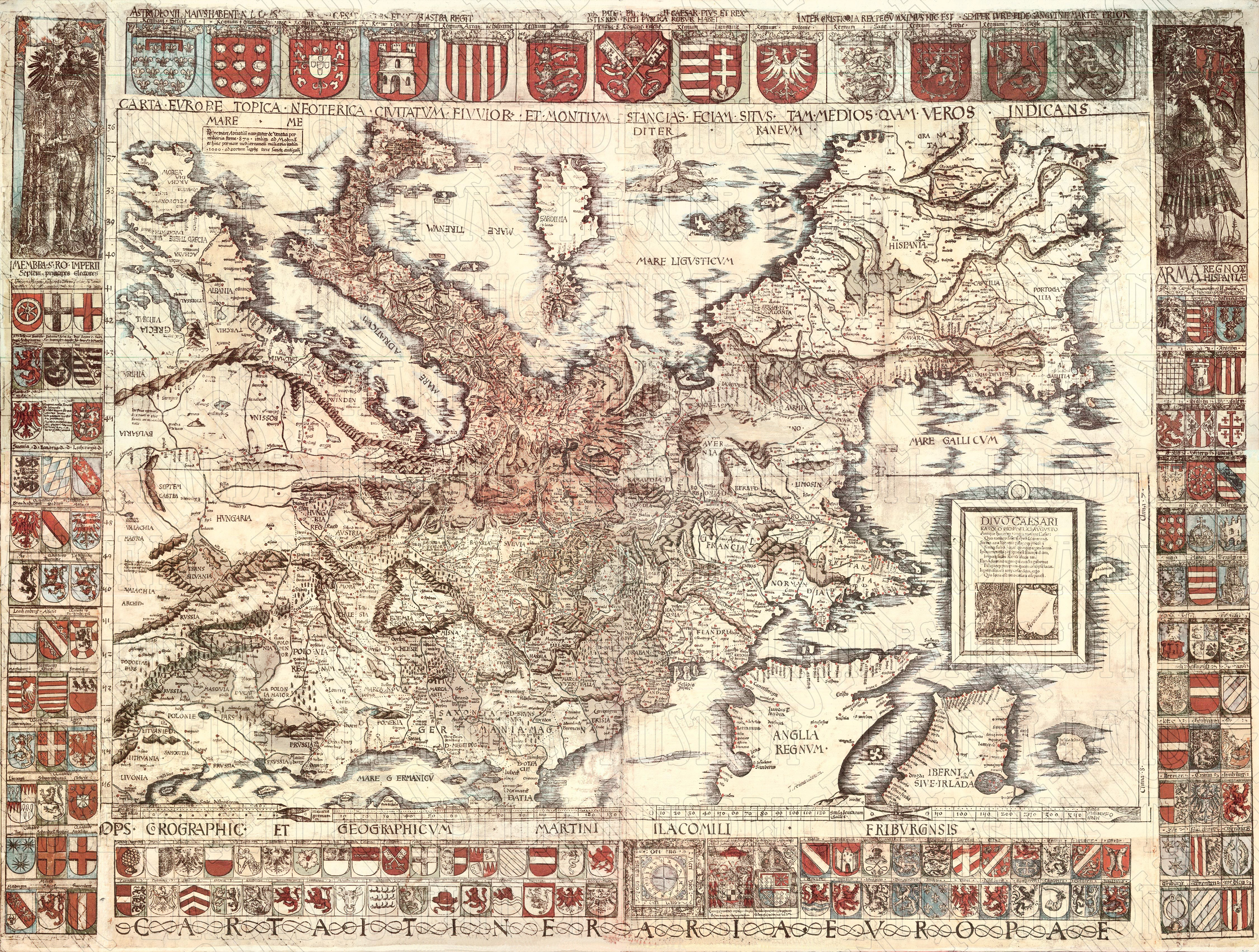
Carta itineraria Europae, Waldseemüller 1520

Im 15. und 16. Jahrhundert entstanden auch die ersten bedeutenden Atlaswerke, in denen Kartenautoren häufig die Ausrichtung von Lagekarten so wählten, dass der Inhalt in ein vorgegebenes Layout passte; entsprechend entstammen dieser Zeit sehr viele Karten mit stark variierenden Ausrichtungen, von denen gesüdet und genordet die häufigsten sind. Immer ermöglichte ein eingezeichneter Nordpfeil, oft in einer Windrose, die Ausrichtung des Kartenblatts nach den Himmelsrichtungen. Ein Beispiel für „willkürlich“ rotierte Karten ägäischer Inseln ist etwa das Isolario von Bartolomeo Dalli Sonetti (von 1485).
Erfolgreiche Layouts wurden gerne von konkurrierenden Kartographen adaptiert und verbessert. So wurde beispielsweise die gesüdete Rom-Pilgerkarte von Erhard Etzlaub (von 1500) vielfach nachgeahmt, in welcher Rom bewusst an den oberen Kartenrand einer Karte des Heiligen Römischen Reichs gelegt wurde. Auch einige Karten von Martin Waldseemüller waren gesüdet, wie etwa seine detaillierte Europakarte (von 1520). Auch den Werkstätten von Sebastian Münster, Gerhard Mercator, Abraham Ortelius, Augustin Hirschvogel und weiteren Kartografen des 16. Jahrhunderts entstammten gesüdete Karten. Noch die Kiesersche Forstkarte (1680er Jahre) war nach Süden ausgerichtet.
Eine zusätzliche Begründung, warum frühe Seekarten in der Zeit der europäischen Entdeckungsreisen häufig gesüdet wurden, soll darin liegen, dass mit einem festgelegten oberen Südrand die Furcht vor dem Unbekannten gebannt werden sollte.
Eine zunächst knappe Mehrzahl von Karten, insbesondere Weltkarten, wurde von den führenden Kartographen des 16. Jahrhunderts allerdings bereits nach Norden ausgerichtet, sodass sich ab dem 17. Jahrhundert immer mehr der Standard „Norden ist oben“ durchsetzte und sich mit Ende des 18. Jahrhunderts fest etabliert hatte. Diese Sehgewohnheit wurde anschließend ab dem 19. Jahrhundert kaum noch in Frage gestellt. In Karten etablierten sich zugleich auch der Nullmeridian und das metrische System.

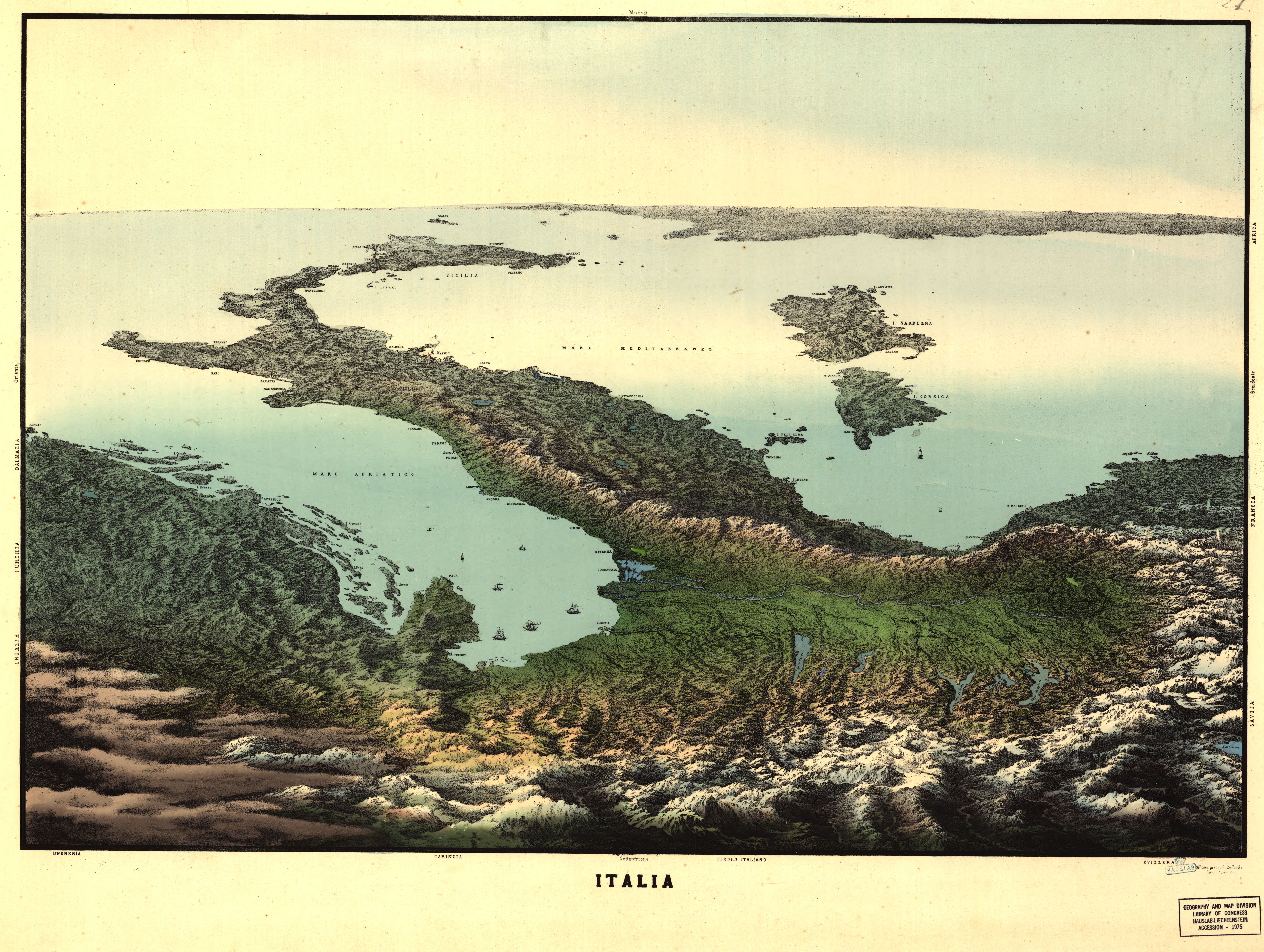
Italien aus Alpensicht, Firma Corbetta, 19. Jahrhundert

## Modernere gesüdete Karten
Die Ausrichtung von Karten ist für die Kartografie eigentlich nicht bedeutsam, da sich Karten leicht drehen lassen, ohne dass sich dadurch etwa der Kartennetzentwurf ändert. Die originale Blue-Marble-Aufnahme zeigte beispielsweise den Südpol oben, wird aber fast ausschließlich um 180° gedreht wiedergegeben. Bei großmaßstäbigen Karten (die nur ein kleines Gebiet abbilden) und Plänen wird aus Layoutgründen vielfach weiterhin gerne das Kartenbild gedreht, auch in südliche Orientierung. Je größer das dargestellte Gebiet, desto seltener ist eine Südung.

### Politisch motivierte Karten
Moderne kleinmaßstäbige gesüdete Karten sind gerade in Europa eine Seltenheit und meist politisch motiviert; auf der Südhalbkugel erfreuen sich entsprechende Entwürfe aber größerer Beliebtheit. Schon der uruguayische Künstler Joaquín Torres García publizierte 1935 eine nach Süden gedrehte Südamerika-Skizze, in der Uruguay hervorgehoben wurde. Als erster Produzent einer bedeutenden, gesüdeten Weltkarte ab dem 20. Jahrhundert gilt Stuart McArthur, der 1979 McArthur’s Universal Corrective Map of the World herausgab, in der seine Heimat Australien im oberen Zentrumsbereich liegt. Er begründete diese Umdrehung des Standards politisch, da Australien in den verbreiteten eurozentrischen Weltkarten im unteren rechten Kartenteil liegt.
Befürworter von aus politischen Gründen gesüdeten Karten begründen diese Darstellung auch wie folgt: „oben“ sei psychologisch verknüpft mit „besser“, woraus auch gefolgert werde, dass „Norden“ vorteilhaft gegenüber „Süden“ sei (Nord-Süd-Konflikt). Dies ist zumindest im englischen Sprachgebrauch gut nachvollziehbar, etwa in der Redewendung going south („schiefgehen“). Entsprechend werden gesüdete Karten in Schulungen zu Diversität und kritischem Denken eingesetzt, da sie Sehgewohnheiten aufbrechen.